# Zöld-tavi-csúcs
A Zöld-tavi-csúcs (szlovákul: Baranie rohy, lengyelül: Baranie Rogi, németül: Grünseespitze) a Magas-Tátra egyik csúcsa.

## Fekvése
Széles kiterjedésű hegytömegként helyezkedik el az Öt-tó katlana, a Nagy-Papirusz-völgy és a javorinai Fekete-tó katlana között. Délkelet felé a Téry-horhos választja el a Déry-csúcstól, ÉNy felé a Jég-völgyi-csorba a Jég-völgyi-csúcs tömegétől (a Hó-csúcstól), északkelet felé pedig a Stolarczyk-hágó a Papirusz-csúcstól. Az utóbbi két csorbából jövő gerincek nem magában a csúcsban, hanem annak északi vállában, – a Zöld-tavi-őrtoronyban (az Eljasz Valér-csúcsban) – találkoznak, ahonnan a rövid gerinc visz át dél felé a csúcshoz. A csúcs kezdeti szakaszát képezi annak a hatalmas szárnyvonulatnak, amely itt ágazik el délkelet felé, és a Lomnici-csúcsban éri el legnagyobb magasságát. Annak dacára, hogy mindenfelől magas falak veszik körül, a Tátra legkönnyebben elérhető csúcsai közé tartozik. Falai felett az Öt-tó oldalán törmelékkel borított tágas csúcsplatót visel. A csúcs két közel egymagasságú oromból áll; a délkeleti a főorom, amelyet egy sekély gerincrés – a Zöld-tavi-oromrés – választ el a közeli északnyugati oromtól. Gyönyörű kilátása miatt gyakran keresik fel.

## Nevének eredete
Magyar és német nevét az alatta lévő azonos nevű tótól kapta. Elvétve a szlovák elnevezés (Baranie rohy) tükörfordítása – Kosszarvak – is előfordul. 1902. november. 22-én az Magyarországi Kárpát Egyesület (MKE) Iglón tartott közgyűlésén Késmárk városa értesítette az egyesületet, hogy a határában lévő Zöld-tavi-csúcsot Kossuth Lajos-csúcsnak nevezte el, Kossuth Lajos születésének századik évfordulója alkalmából. Az elnevezés azonban nem terjedt el általánosan a turisták és a hegymászók között. Az MKE a csúcson egy Kossuth-emlékművet is akart állítani, ez azonban nem valósult meg.

## Turizmus
Első megmászói J. Stolarczyk és A. Trausyl (Reformatus) voltak id. A. Wala, id. S. Tatar, W. Gąsienica és W. Ślimak vezetőkkel, 1867. november 17-én.